# 50-летие Победы (монеты)
50-летие Победы — серия памятных монет Центрального банка Российской Федерации, посвящённых важнейшим победам и событиям Великой Отечественной войны.

## Выпуск монет
Первая монета отчеканена в 1992 году на Ленинградском монетном дворе. Позднее серия продолжилась лишь на следующий год.

### 1992 год
Первая монета: Северный конвой. Союзные конвои — специальные формирования транспортных судов и кораблей охранения — создавались США и Великобританией — союзниками СССР по антигитлеровской коалиции в период Великой Отечественной войны для доставки грузов из портов Северной Атлантики в советские северные порты и обратно. В СССР поставлялось вооружение, транспорт, продовольственные и другие необходимые грузы, а из СССР к союзникам — стратегическое сырьё. Первый английский конвой прибыл в Архангельск 31 августа 1941 г. Всего за время войны советские порты приняли 42 конвоя (722 транспорта). Из СССР отправлено 36 конвоев (682 транспорта достигли порта назначения). Этот беспрецедентный в истории опыт налаживания постоянных морских перевозок в условиях боевых действий и неблагоприятного северного климата имел важное значение для достижения победы союзников над общим врагом.
| Изображение | Описание | Примечание |
| ----------- | --- | --- |
|             | В центре диска — изображения куполов собора Покрова на рву и Спасской башни, слева над ними — двуглавый орёл, справа под ними — товарный знак монетного двора, по окружности — надписи: вверху — «БАНК РОССИИ», внизу в три строки — «3 РУБЛЯ» «1992». | - Дата выпуска: 2 июня 1992 года - Чеканка: Ленинградский монетный двор (ЛМД). - Оформление гурта: две углублённые надписи «ТРИ РУБЛЯ», разделённые двумя звёздочками. |
|             | Изображения трёх кораблей, атакуемых бомбардировщиком, ниже слева направо — флаги США, Великобритании и Советского Союза, по окружности внизу — надпись: «СЕВЕРНЫЙ КОНВОЙ», справа — даты «1941·1945»                                                  | - Каталожный номер: 5011-0003 - Художник: А. В. Бакланов. - Скульптор: С. М. Иванов.                                                                                   |

| Номинал | Качество | Металл, проба | Масса общая, г      | Диаметр, мм  | Толщина, мм  | Тираж, шт. |
| ------- | -------- | ------------- | ------------------- | ------------ | ------------ | ---------- |
| 3 рубля | пруф     | медь,никель   | 14,35 (+0,20 -1,00) | 33,0 (+0,25) | 2,30 (±0,30) | 400 000    |

### 1993 год
Аверс монет по сравнению с монетой 1992 года был изменён. Теперь на нём изображены здания Сената и Спасской башни Московского Кремля. Всего за 1993 год был отчеканено три монеты данной серии. Монеты чеканились как в качестве пруф так и Б/А.
| Изображение | Описание | Примечание |
| ----------- | --- | --- |
|             | В центре диска — изображения купола здания Сената и Спасской башни Московского Кремля, справа от них — товарный знак монетного двора. По окружности надписи, обрамлённые кругом из точек: вверху — «ТРИ РУБЛЯ 1993 г.», внизу — «БАНК РОССИИ».                                           | - Оформление гурта: две углублённые надписи «ТРИ РУБЛЯ», разделённые двумя звёздочками. |
|             | 50-летие Победы в Сталинградской битве Изображения двух скульптур — фрагментов ансамбля — памятника «Героям Сталинградской битвы» на Мамаевом кургане в Волгограде. Вверху по окружности — надпись: «СТАЛИНГРАДСКАЯ БИТВА», внизу — даты: «1942 — 1943».                                 | - Дата выпуска: 2 февраля 1993 года - Каталожный номер: 5011-0005 - Художник: А. А. Колодкин. - Скульптор: Н. А. Новичков. - Чеканка: Московский монетный двор (ММД). Сталинградская битва, развернувшаяся на берегах Волги с 17 июля 1942 г. по 2 февраля 1943 г., знаменовала собой начало коренного перелома не только в Великой Отечественной, но и в целом во II-ой Мировой войне.                                             |
|             | 50-летие Победы на Курской дуге Изображение момента танкового сражения на Курской дуге на фоне карты битвы. Вверху по окружности — надпись: «50 ЛЕТ ПОБЕДЫ НА КУРСКОЙ ДУГЕ». | - Дата выпуска: 17 июня 1993 года - Каталожный номер: 5011-0006 - Художник: А. А. Колодкин. - Скульптор: М. А. Сыса. - Чеканка: Ленинградский монетный двор Курская битва — одно из крупнейших сражений Второй мировой войны. Стремясь перехватить инициативу после Сталинградской катастрофы, гитлеровские войска 5 июля 1943 г. начали операцию «Цитадель» — мощное наступление на направлениях Орёл-Курск, Белгород- Курск.      |
|             | 50-летие освобождения Киева от фашистских захватчиков Изображения статуи Матери-Родины, входящей в ансамбль Украинского государственного музея Великой Отечественной войны 1941—1945 гг. на фоне колокольни Софийского собора, памятников Богдану Хмельницкому и Владимиру Святославичу. | - Дата выпуска: 3 ноября 1993 года - Каталожный номер: 5011-0007 - Художник: А. А. Колодкин. - Скульптор: В. М. Харламов. - Чеканка: Московский монетный двор (ММД). Крупная наступательная операция советских войск по освобождению Киева от фашистских захватчиков развернулась осенью 1943 г. наступлением войск 1-го Украинского фронта, которые 6 ноября штурмом освободили город. Оккупация столицы Украины длилась 776 дней. |

| Номинал | Качество   | Металл, проба | Масса общая, г      | Диаметр, мм  | Толщина, мм  | Тираж, шт.        |
| ------- | ---------- | ------------- | ------------------- | ------------ | ------------ | ----------------- |
| 3 рубля | б/а и пруф | медь,никель   | 14,35 (+0,20 -1,00) | 33,0 (+0,25) | 2,30 (±0,30) | 150 000 и 350 000 |

### 1994 год
В 1994 году монеты данной серии чеканились только в качестве пруф.
| Изображение | Описание | Примечание |
| ----------- | --- | --- |
|             | В центре диска — изображения купола здания Сената и Спасской башни Московского Кремля, справа от них — товарный знак монетного двора. По окружности надписи, обрамлённые кругом из точек: вверху — «ТРИ РУБЛЯ 1993 г.», внизу — «БАНК РОССИИ». | - Оформление гурта: две углублённые надписи «ТРИ РУБЛЯ», разделённые двумя звёздочками.                                                                                 |
|             | 50-летие разгрома немецко-фашистских войск под Ленинградом изображения защитников Ленинграда с оружием в руках: женщины, ополченца, матроса, красноармейца, на втором плане слева — памятник Петру I , справа — центральное здание Адмиралтейства, вверху по окружности — надпись: «50-ЛЕТИЕ РАЗГРОМА НЕМЕЦКО-ФАШИСТСКИХ ВОЙСК ПОД ЛЕНИНГРАДОМ».                                             | - Дата выпуска: 20 января 1994 года - Каталожный номер: 5011-0008 - Художник: С. А. Корнилов. - Скульптор: С. А. Корнилов. - Чеканка: Ленинградский монетный двор       |
|             | Партизанское движение в Великой Отечественной войне 1941—1945 изображения мужчины и женщины с оружием в руках в окружении деревьев, на втором плане — взорванный мост, по окружности — надпись: «ПАРТИЗАНСКОЕ ДВИЖЕНИЕ В Великой Отечественной войне 1941—1945 гг.» | - Дата выпуска: 22 февраля 1994 года - Каталожный номер: 5011-0009 - Художник: А. А. Колодкин. - Скульптор: В. М. Харламов. - Чеканка: Московский монетный двор (ММД).  |
|             | Освобождение г. Севастополя от немецко-фашистских войск изображение Памятника Затопленным кораблям, на втором плане слева вверху — фрагмент Мемориала мужеству защитников Севастополя (скульптор В. Яковлев, архитектор И. Фиалко), справа — Графская пристань и Матросский клуб в Севастополе, по окружности — надпись: "50 — ЛЕТИЕ ОСВОБОЖДЕНИЯ г. СЕВАСТОПОЛЯ ОТ НЕМЕЦКО-ФАШИСТСКИХ ВОЙСК | - Дата выпуска: 22 февраля 1994 года - Каталожный номер: 5011-0010 - Художник: А. А. Колодкин. - Скульптор: В. М. Харламов. - Чеканка: Московский монетный двор (ММД).  |
|             | Открытие второго фронта на фоне карты Европы — стилизованные изображения государственных флагов: слева — Великобритании, США, справа — СССР, по окружности — надписи: вверху — «ОТКРЫТИЕ», внизу — «ВТОРОГО ФРОНТА», в центре, в две строки — «ИЮНЬ 1944» (дата открытия военных действий на втором фронте).                                                                                 | - Дата выпуска: 1 июня 1994 года - Каталожный номер: 5011-0011 - Художник: А. В. Бакланов. - Скульптор: В. М. Никищенко. - Чеканка: Московский монетный двор (ММД).     |
|             | Освобождение советскими войсками Белграда изображения советских солдат во главе с командиром на фоне встречающих их жителей Белграда, по окружности, разделённые двумя точкам, — надписи: вверху — «ОСВОБОЖДЕНИЕ ЕВРОПЫ ОТ ФАШИЗМА», внизу — «БЕЛГРАД 20.10.1944». | - Дата выпуска: 19 октября 1994 года - Каталожный номер: 5011-0012 - Художник: А. А. Колодкин. - Скульптор: В. М. Никищенко. - Чеканка: Московский монетный двор (ММД). |

| Номинал | Качество | Металл, проба | Масса общая, г      | Диаметр, мм  | Толщина, мм  | Тираж, шт. |
| ------- | -------- | ------------- | ------------------- | ------------ | ------------ | ---------- |
| 3 рубля | пруф     | медь,никель   | 14,35 (+0,20 -1,00) | 33,0 (+0,25) | 2,30 (±0,30) | 250 000    |